# Baliospermum bilobatum
Baliospermum bilobatum là một loài thực vật có hoa trong họ Đại kích. Loài này được T.L.Chin mô tả khoa học đầu tiên năm 1980.